# Rhizophorales
Rhizophorales is een botanische naam, voor een orde van planten: de naam is gevormd vanuit de familienaam Rhizophoraceae.
Een orde onder deze naam werd erkend in het Cronquist-systeem (1981), alwaar de orde bestond uit
- orde Rhizophorales
  - familie Rhizophoraceae

In het APG II-systeem (2003) komt de orde niet meer voor, deze families wordt daar geplaatst in de orde Malpighiales.